# Dimitrie Cantemir (okręg Botoszany)
Dimitrie Cantemir – wieś w Rumunii, w okręgu Botoszany, w gminie Avrămeni. W 2011 roku liczyła 191 mieszkańców.